# 国際センター駅 (愛知県)
国際センター駅（こくさいセンターえき）は、愛知県名古屋市中村区名駅4丁目にある、名古屋市営地下鉄桜通線の駅である。

## 概要
駅番号はS03、アクセントカラーは、ダークグレー。周辺にはビルが多いため朝夕は通勤客で賑わうが、名古屋駅まで地下街ユニモールで直結した徒歩圏内であり、名古屋市営バスも全て名古屋駅へ向かうため地下鉄で乗降する利用者はそれほど多くない。英語表記は"Kokusai Center"と"International Center"が併設されている。

## 歴史
桜通線開業時に同時開業した。
計画・建設時の仮称は、周辺の旧町名で名古屋市電や市バスの停留所名の「泥江町」と共通する泥江（ひじえ）であった。開業に先立つ1988年12月に、付近の公共施設である名古屋国際センターを略した国際センターに決まった。

### 年表
- 1989年（平成元年）9月10日：開業[2]。
- 2011年（平成23年）2月12日：可動式ホーム柵使用開始。

## 駅構造

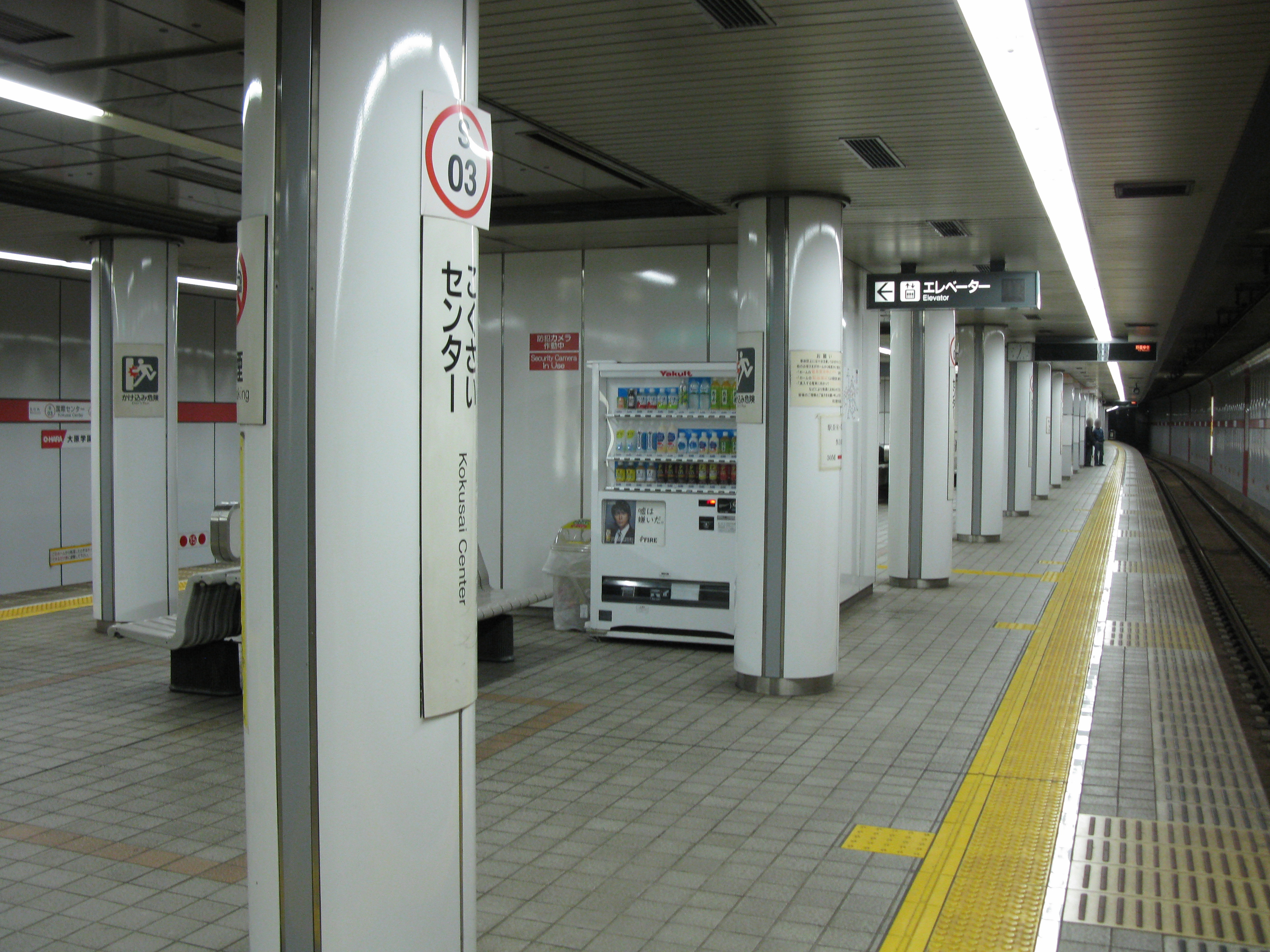
ホーム（2010年3月）

島式1面2線ホームを持つ地下駅で、可動式ホーム柵が設置されている。ホームは20m車8両編成まで対応している。名古屋駅側はユニモール地下街と地下駐車場の下を通っており、また当駅は乗換駅となることが計画されていたためにホームは約20mの深さに位置している。また改札口とホームを繋ぐ階段の踊り場も広くなっている。
当駅は、桜通線駅務区今池管区駅が管轄している。

### のりば
| ホーム | 路線   | 行先                   |
| ------ | ------ | ---------------------- |
| 1      | 桜通線 | 今池・新瑞橋・徳重方面 |
| 2      | 桜通線 | 名古屋・太閤通方面     |

コンコースは隣の名古屋駅と、ユニモール地下街を介して直結している。
改札外のエレベーターに加え、2020年（令和2年）4月24日からは、三交ビルのエレベーターもコンコースから利用可能になっている。

## 駅周辺
周辺はオフィス街になっている。南に進んだ柳橋付近には東山線の駅がないため、当駅が最寄りとなる場所も少なくない。

### 周辺の施設
| - 名古屋国際センター - 名古屋国際センターホール - ユニモール - 愛知県産業労働センター（旧愛知県中小企業センター） - 柳橋中央市場 - マルナカ中央市場総合食品センター（丸中食品センター） - 名古屋クロスコートタワー（旧中経ビル） - 中部経済新聞社本社 - 桜通豊田ビル - 関西みらい銀行名古屋支店・名古屋中央支店 - 岡三証券名古屋支店 - あいち銀行名古屋中央支店 | - イオ信用組合名古屋駅前支店 - 東海労働金庫名古屋駅前支店 - 名古屋市立笹島小学校・中学校 - 河合塾KALS名駅校 - 河合塾学園 トライデントコンピューター専門学校 - 名古屋大原学園 大原簿記専門学校名古屋校1号館・2号館・3号館・4号館 - 泥江（ひじえ）町通（名古屋市道泥江町線） - 桜通（愛知県道68号名古屋津島線） - 江川線（名古屋市道江川線） - 名古屋高速都心環状線 - 四間道 - 長久山圓頓寺 - 円頓寺商店街 |

### バス路線
最寄り停留所は、桜通と江川線の交差点付近にある国際センターである。以下の路線が乗り入れ、名古屋市営バス（名古屋市交通局）により運行されている。
- 基幹2系統：名古屋駅行、猪高車庫行
- 名駅12系統：名古屋駅行、如意車庫前行（大野木五丁目経由、月縄手経由）
- 名駅19系統：名古屋駅行、港区役所行

## 隣の駅
名古屋市営地下鉄
 桜通線
名古屋駅 (S02) - 国際センター駅 (S03) - 丸の内駅 (S04)